# Gyrinomimus grahami
Gyrinomimus grahami är en fiskart som beskrevs av Richardson och Garrick, 1964. Gyrinomimus grahami ingår i släktet Gyrinomimus och familjen Cetomimidae. Inga underarter finns listade i Catalogue of Life.